# 礼乐清代石拱桥
三座石拱桥，位于中国广东省江门市礼乐镇威西村，包括跨龙桥、南溪桥、中正桥三座清代古桥。2004年4月，三座石拱桥均被列为江门市文物保护单位。
跨龙桥，建于清代乾隆二十五年（1760年）。桥长13.8米、宽3.8米，跨拱5米。
南溪桥，建于清代乾隆四十四年（1779年）。南溪桥为单拱桥，桥长12.7米，宽2.5米，跨拱4.8米。
中正桥建于道光年间。桥长14.6米、宽3.2米，跨度4.9米。